# Menyhért
Menyhért est un prénom hongrois masculin.

## Étymologie
Le nom est l'adaptation en magyar du nom allemand "Meinhard", dérivé de "Meginhard".
Meginhard (parfois francisé en « Méginhard » ou « Méginard ») est un anthroponyme germanique composé de l'élément vieux haut allemand "megin" qui signifie pouvoir, force, puissance et de l'élément "hard" qui signifie dur.
Il y a eu confusion avec l'un des rois mages de la nativité de Jésus, Melchior, dont le nom semble avoir disparu de la langue magyar.

## Personnalités portant ce prénom
- Pour l'ensemble des articles sur les personnes portant ce prénom, consulter :
  - la liste des articles dont le titre commence par ce prénom
  - les listes produites par Wikidata : Liste des personnes de prénom « Menyhért » — même liste en incluant les éventuels prénoms composés qui contiennent « Menyhért ».

## Fête
Les "Menyhért" se fêtent le 6 janvier, le 14 août, le 22 août ou le 7 septembre, selon les régions.